# ヤスナ・グラの聖母

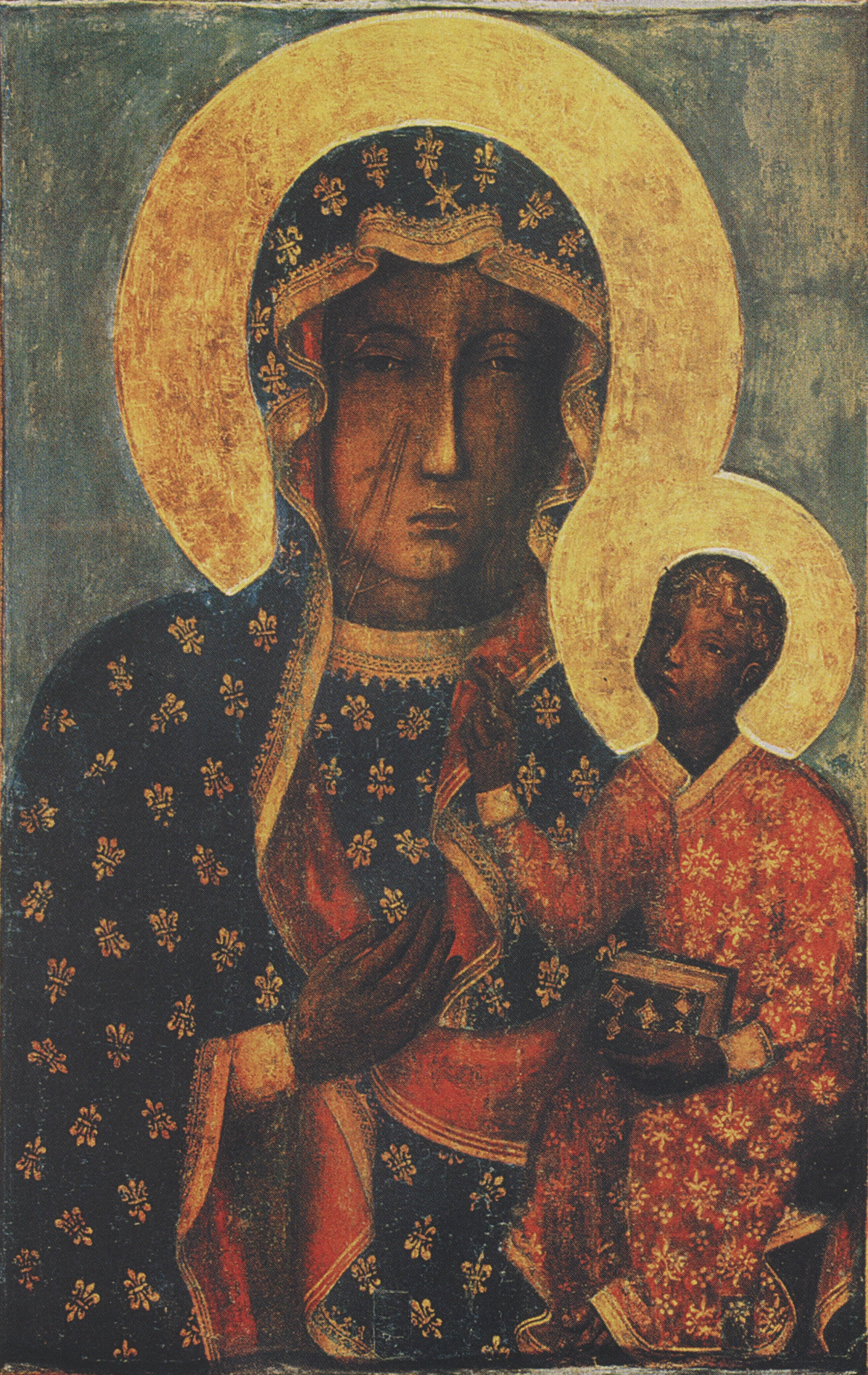
黒い聖母

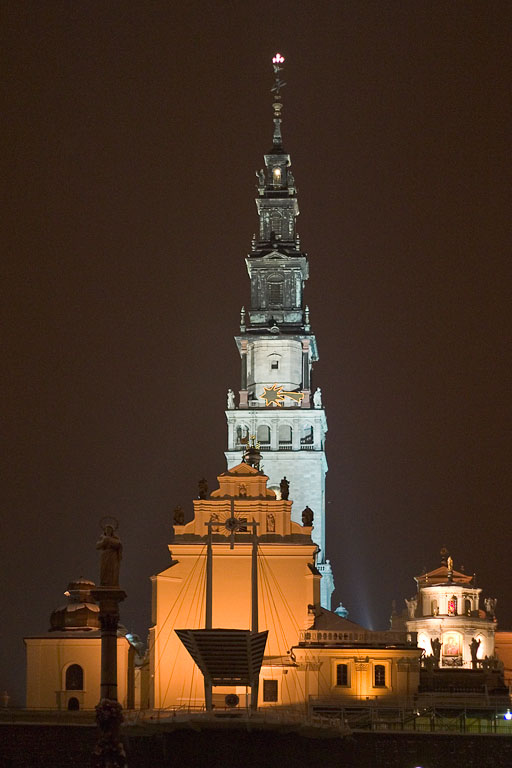
ヤスナ・グラ修道院の夜景

ヤスナ・グラ (Jasna Gora) の聖母（『チェンストホヴァの聖母』（ポーランド語: Matka Boska Częstochowska, 教会スラヴ語: Ченстоховская икона Божией Матери）は、古都クラクフ近郊の聖地チェンストホヴァのヤスナ・グラ修道院に納められている、イエス・キリストを抱いたマリア像の絵画（イコン）。聖母マリアの顔が修道院に火が点けられた時の煤で黒くなっているので、「黒い聖母」の異名があり、一般にはこの呼び名で呼ばれている。

## 概要
1382年、このイコンはヤスナ・グラ修道院を建てたオポーレ公ヴワディスワフによってエルサレムからチェンストホヴァに到着し、修道院に安置された。1655年、スウェーデン軍がポーランドを侵略した時（大洪水時代）、ワルシャワやクラクフまでもが占領されたが、ヤスナ・グラ修道院だけはスウェーデン軍の攻勢に屈せず、「黒い聖母」がもたらした奇跡だと語り継がれている。
フス戦争後期にフス派に傷付けられたことから、以降はポーランドにおける愛国心の象徴とされ、カトリック教派の拡大や被占領時の独立運動、民主化などに影響を与えた。
『チェンストホヴァの聖母』の祝日は8月26日である。被昇天の祝日の祝日である8月15日には、ポーランド全土から徒歩で、また世界各地からも信者が訪れる。ポーランドは大多数がカトリック教会信徒であり、このイコンもカトリック教会で有名であるが、同イコンはポーランド正教会（チェンストホヴァの神の母イコン聖堂）でも崇敬される。